# Lipolys
Lipolys i depåfett är den process som sker när en triglycerid bryts ner genom hydrolys av esterbindningarna mellan fettsyrorna och glycerol till sina grunddelar: en molekyl glycerol och tre molekyler fria fettsyror (FFA). Det används för att mobilisera lagrad energi under fasta eller träning, och förekommer vanligen i feta adipocyter. Det viktigaste reglerande hormonet i lipolys är insulin. Lipolys kan bara inträffa när insulinverkan faller till låga nivåer, vilket sker under fasta. Andra hormoner som påverkar lipolys är glukagon, epinefrin, noradrenalin, tillväxthormon, förmaksnatriuretisk peptid, hjärnans natriuretisk peptid och kortisol.

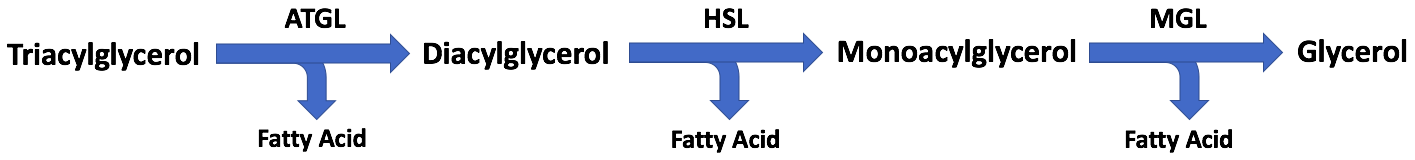
Denna bild illustrerar de tre separata stegen av hydrolys som ingår i lipolys. I det första steget hydrolyseras triacylglycerol för att göra diacylglycerol och detta katalyseras av fetttriglyceridlipas (ATGL). I det andra steget hydrolyseras diacylglycerol för att göra monoacylglycerol och detta katalyseras av hormonkänsligt lipas (HSL). I det sista steget hydrolyseras monoacylglycerol för att göra glycerol och detta katalyseras av monoacylglycerollipas (MGL).

Exampel på en triacylglycerol

## Mekanismer
I kroppen benämns fettlager som fettvävnad. I dessa områden lagras intracellulära triglycerider i cytoplasmatiska lipiddroppar. När lipasenzymer fosforyleras kan de komma åt lipiddroppar och genom flera steg av hydrolys bryta ned triglycerider till fettsyror och glycerol. Varje steg av hydrolys leder till att en fettsyra tas bort. Det första steget och det hastighetsbegränsande steget av lipolys utförs av fetttriglyceridlipas (ATGL). Detta enzym katalyserar hydrolysen av triacylglycerol till diacylglycerol. Därefter katalyserar hormonkänsligt lipas (HSL) hydrolysen av diacylglycerol till monoacylglycerol och monoacylglycerol lipas (MGL) katalyserar hydrolysen av monoacylglycerol till glycerol.
Perilipin 1A är en nyckelproteinregulator för lipolys i fettvävnad. Detta lipiddroppsförenade protein kommer, när det är inaktiverat, att förhindra interaktionen av lipaser med triglycerider i lipiddroppen och ta tag i ATGL-koaktivatorn, jämförande genidentifiering 58 (CGI-58) (aka ABHD5). När perilipin 1A fosforyleras av PKA frisätter det CGI-58 och det påskyndar dockningen av fosforylerade lipaser till lipiddroppen. CGI-58 kan ytterligare fosforyleras av PKA för att hjälpa till med dess spridning till cytoplasman. I cytoplasman kan CGI-58 samaktivera ATGL. ATGL-aktivitet påverkas också av den negativa regulatorn av lipolys, G0/G1 switchgen 2 (G0S2). När det uttrycks fungerar G0S2 som en kompetitiv hämmare vid bindningen av CGI-58. Fettspecifikt protein 27 (FSP-27) (aka CIDEC) är också en negativ regulator av lipolys. FSP-27-uttryck är negativt korrelerat med ATGL-mRNA-nivåer.

## Reglering

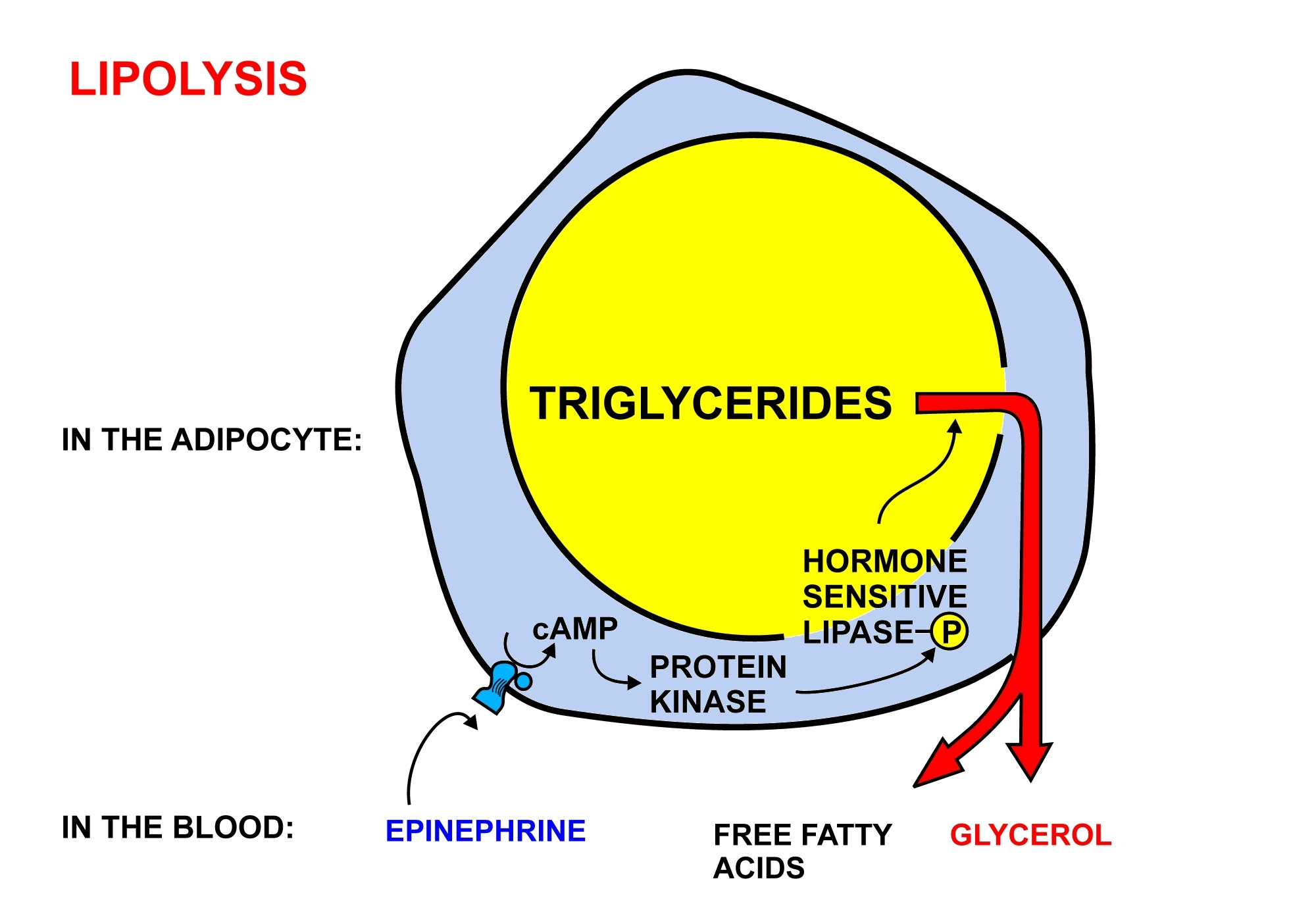
Illustration av lipolysprocessen (i en fettcell) inducerad av höga adrenalin- och låga insulinnivåer i blodet. Adrenalin binder till en beta-adrenerg receptor i adipocytens cellvägg, vilket medför att cAMP genereras inuti cellen. CAMP aktiverar ett proteinkinas, vilket fosforylerar och i sin tur aktiverar ett hormonkänsligt lipas (enzym) i fettcellen.
Detta lipas klyver fria fettsyror från deras bindning till glycerol i fettet som lagras i adipocytens fettdroppe.
De fria fettsyrorna och glycerolen släpps sedan in i blodet.
Monoglycerider hydrolyseras med monoglyceridlipas. Aktiviteten av hormonkänslig lipas regleras av cirkulationshormonerna insulin, glukagon, noradrenalin och epinefrin.

Lipolys kan regleras genom cAMPs bindning och aktivering av proteinkinas A (PKA). PKA kan fosforylera lipaser, perilipin 1A och CGI-58 för att öka lipolyshastigheten. Katekolaminer binder till 7TM-receptorer (G-proteinkopplade receptorer) på adipocytcellmembranet, vilket aktiverar adenylatcyklas. Detta resulterar i ökad produktion av cAMP, vilket aktiverar PKA och leder till en ökad lipolyshastighet. Trots glukagons lipolytiska aktivitet (som också stimulerar PKA) in vitro, är glukagons roll i lipolys in vivo omtvistad.
Insulin motreglerar denna ökning av lipolys när det binder till insulinreceptorer på adipocytcellmembranet. Insulinreceptorer aktiverar insulinliknande receptorsubstrat. Dessa substrat aktiverar fosfoinositid 3-kinaser (PI-3K) som sedan fosforylerar proteinkinas B (PKB) (aka Akt). PKB fosforylerar därefter fosfodiesteras 3B (PD3B), som sedan omvandlar cAMP som produceras av adenylatcyklas till 5'AMP. Den resulterande insulininducerade minskningen av cAMP-nivåer minskar lipolyshastigheten.
Insulin verkar också i hjärnan vid den mediobasala hypotalamus. Där undertrycker det lipolys och minskar det sympatiska nervutflödet till den feta delen av hjärnan. Regleringen av denna process involverar interaktioner mellan insulinreceptorer och gangliosider som finns i det neuronala cellmembranet.

## I blod
Triglycerider transporteras med blodet till lämpliga vävnader (fett, muskler, etc.) av lipoproteiner som Very-Low-Density-Lipoproteiner (VLDL). Triglycerider som finns på VLDL genomgår lipolys av de cellulära lipaserna i målvävnaderna, vilket ger glycerol och fria fettsyror. Fria fettsyror som frigörs i blodet är sedan tillgängliga för cellulärt upptag. Fria fettsyror som inte omedelbart tas upp av celler kan binda till albumin för transport till omgivande vävnader som kräver energi. Serumalbumin är den huvudsakliga bäraren av fria fettsyror i blodet.
Glycerolet kommer också in i blodomloppet och absorberas av levern eller njuren där det omvandlas till glycerol-3-fosfat av enzymet glycerolkinas. Leverglycerol-3-fosfat omvandlas mestadels till dihydroxiacetonfosfat (DHAP) och sedan glyceraldehyd-3-fosfat (GA3P) för att återförenas med glykolys- och glukoneogenesvägen.

## Lipogenes
Medan lipolys är triglyceridhydrolys (processen genom vilken triglycerider bryts ned), är förestring den process genom vilken triglycerider bildas. Förestring och lipolys är i huvudsak omkastningar av varandra.

## Medicinska procedurer
Fysisk lipolys innebär förstörelse av fettceller som innehåller fettdropparna och kan användas som en del av kosmetiska kroppskonturprocedurer. För närvarande finns det fyra huvudsakliga ickeinvasiva kroppskonturtekniker inom estetisk medicin för att reducera lokaliserad subkutan fettvävnad utöver den vanliga minimalinvasiva fettsugningen: lågnivålaserterapi (LLLT), kryolipolys, radiofrekvens (RF) och högintensivt fokuserat ultraljud (HIFU). De är dock mindre effektiva med kortare varaktiga fördelar och kan ta bort betydligt mindre mängder fett jämfört med traditionell kirurgisk fettsugning eller lipektomi. Framtida (2022) läkemedelsutveckling kan dock potentiellt kombineras med mindre procedurer för att förstärka resultatet.